# Rio Uchida
Rio Uchida (内田 理央, Uchida Rio), née le 27 septembre 1991 à Hachiōji (Japon), est une actrice japonaise.

## Filmographie sélective

### Cinéma
- 2022 : Si tu tends l'oreille (耳をすませば, Mimi o sumaseba?) de Yoshifumi Kondō[1].
- 2023 : Undercurrent (アンダーカレント, Andākarento?) de Mina Fujikawa[2].